# Château de Fleurville
Le château de Fleurville est situé sur la commune de Fleurville en Saône-et-Loire, sur une terrasse dominant la Saône.

## Description

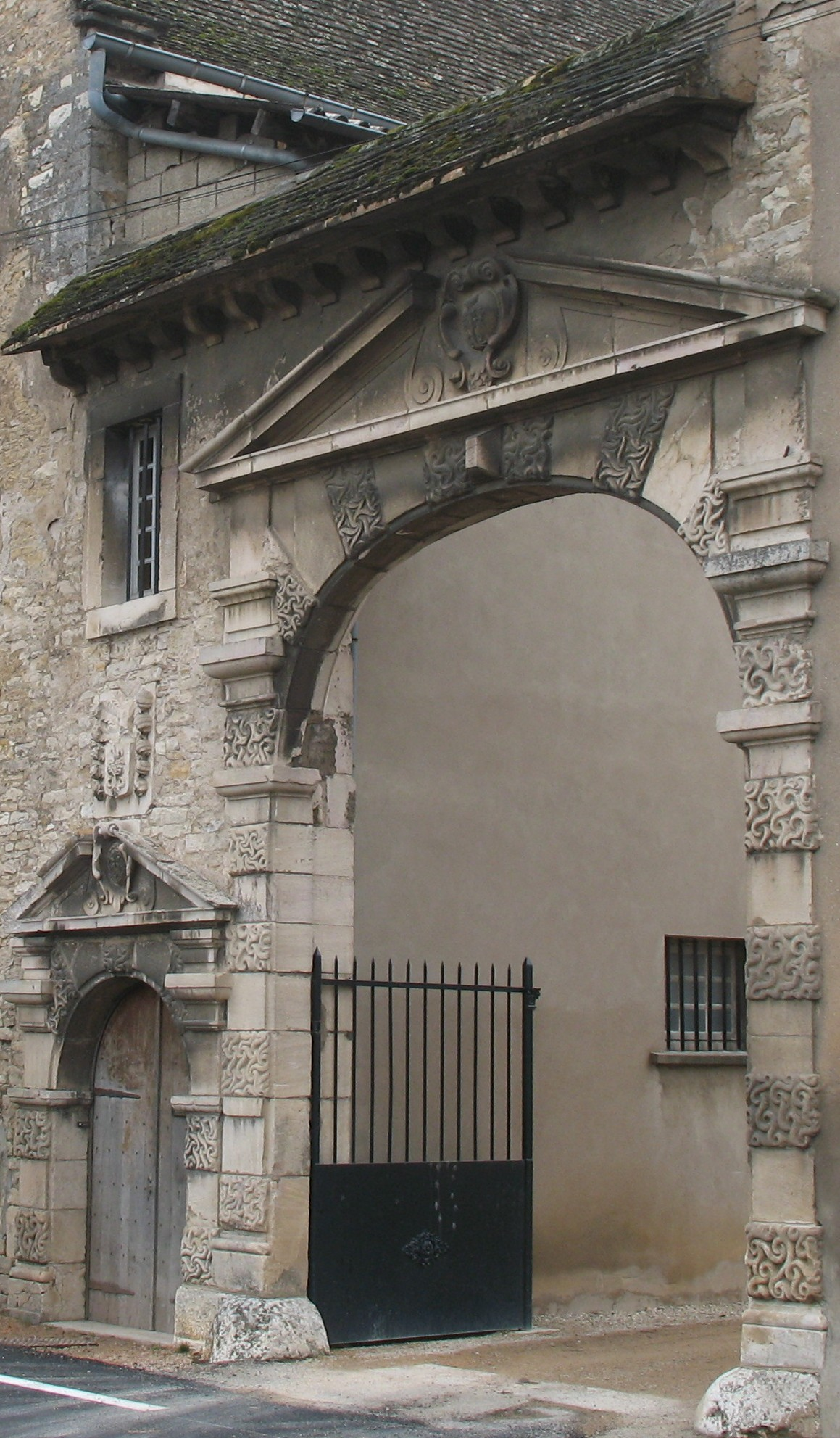
Château de Fleurville - Détail du portail

Les bâtiments entourent une cour rectangulaire à laquelle on  accède au nord par un portail formé d'une porte charretière en anse de panier et d'une porte piétonne en plein cintre, inscrites chacune entre deux pilastres en bossage vermiculé un sur deux et couronnées de frontons brisés encadrant un cartouche dont les armoiries ont été bûchées. Une petite tour carrée flanque à l'ouest ce portail. Le corps de logis principal, qui a subi de multiples remaniements, s'étend à l'est. De plan rectangulaire allongé, il comprend un rez-de-chaussée et un étage carré sous un toit à deux versants. Il est flanqué sur son angle nord est d'une tourelle circulaire. Contre son pignon sud, s'appuie un gros pavillon carré comportant un étage, un demi-étage et un étage de combles avec lucarnes à frontons triangulaires, surmontés de boules d'amortissement.
Le château est une propriété privée.

## Historique
L'histoire de ce château, situé à moins de 300 mètres du Château de Marigny, est très obscure.
- vers 1600 : Zacharie Pelez acquiert la châtellenie royale de Vérizet dont dépend Fleurville; il se peut que ce soit lui qui ait fait bâtir le château.
- époque actuelle : le château est aménagé en hôtel-restaurant ; propriété de France et Pascal Lehmann.